# Nižegorodskaja (metropolitana di Mosca)
Nižegorodskaja (in russo Нижегородская?) è una stazione della linea 15 della metropolitana di Mosca. Inaugurata il 27 marzo 2020, la stazione serve il quartiere di Nižegorodskij. La stazione presenta uno stile particolare che ricorda molto le costruzioni realizzate con i mattoncini LEGO, enfatizzato da forme semplici e grandi elementi di colore a volume unico, mentre il pavimento è realizzato in granito,di colore grigio o marrone. La stazione è stata divisa in parti usando il colore, permettendo ai passeggeri di orientarsi meglio: è stata infatti pensata per essere un comodo interscambio tra le linee 11, 14, 15 e la vicina stazione di Karacharovo, servita da treni Električka. 

## Interscambi e progetti futuri
A poca distanza dalla stazione si trova la stazione di Karacharovo, luogo di sosta di numerosi treni Električka. A poca distanza si trova inoltre l'omonima stazione dell'anello centrale di Mosca, inaugurata nel settembre 2016. Nel 2023 diverrà inoltre interscambio anche con la linea 11. Terminati i lavori, la stazione diverrà uno dei più grandi hub di trasporto di tutta Mosca.

## Galleria d'immagini

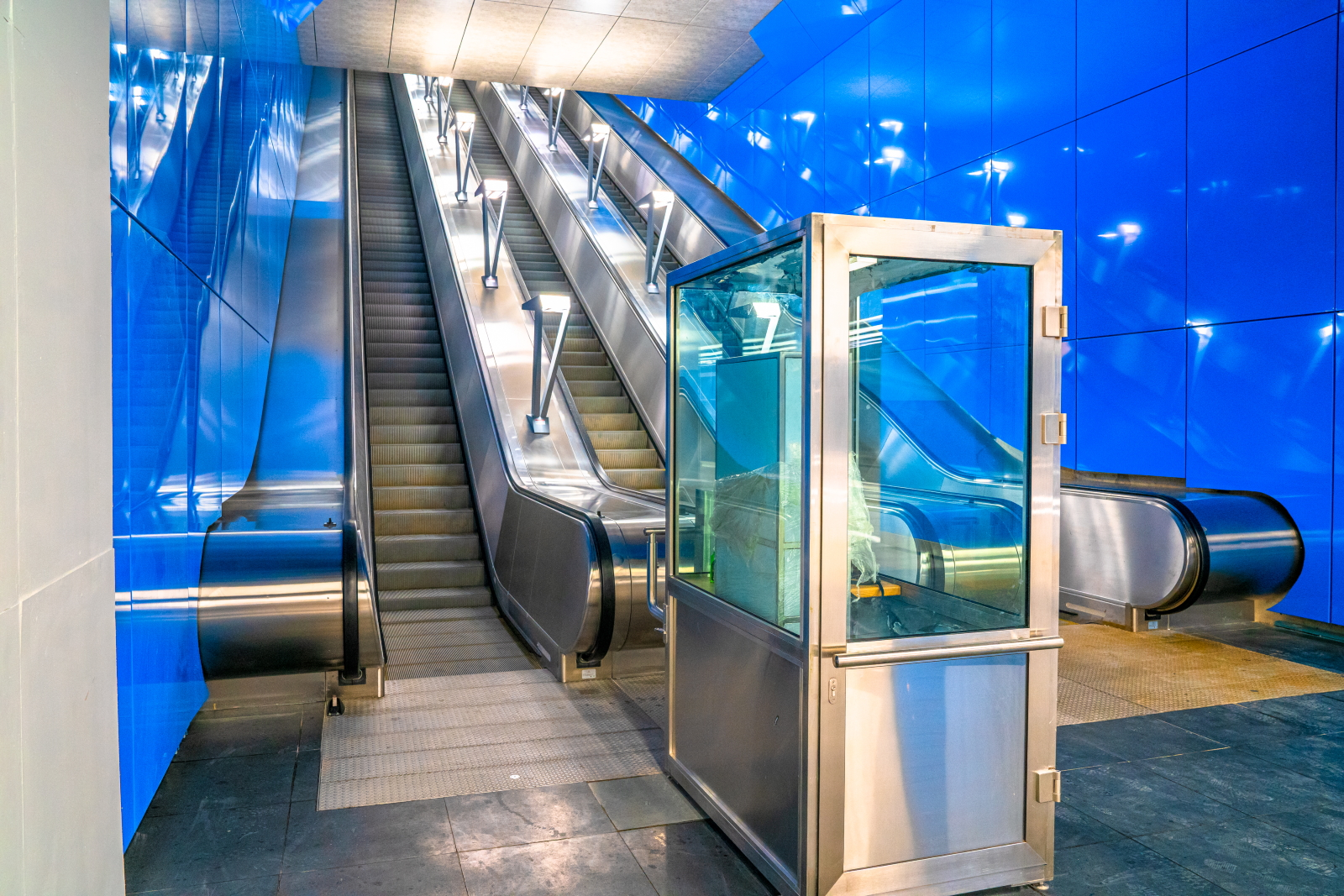
Le scale mobili
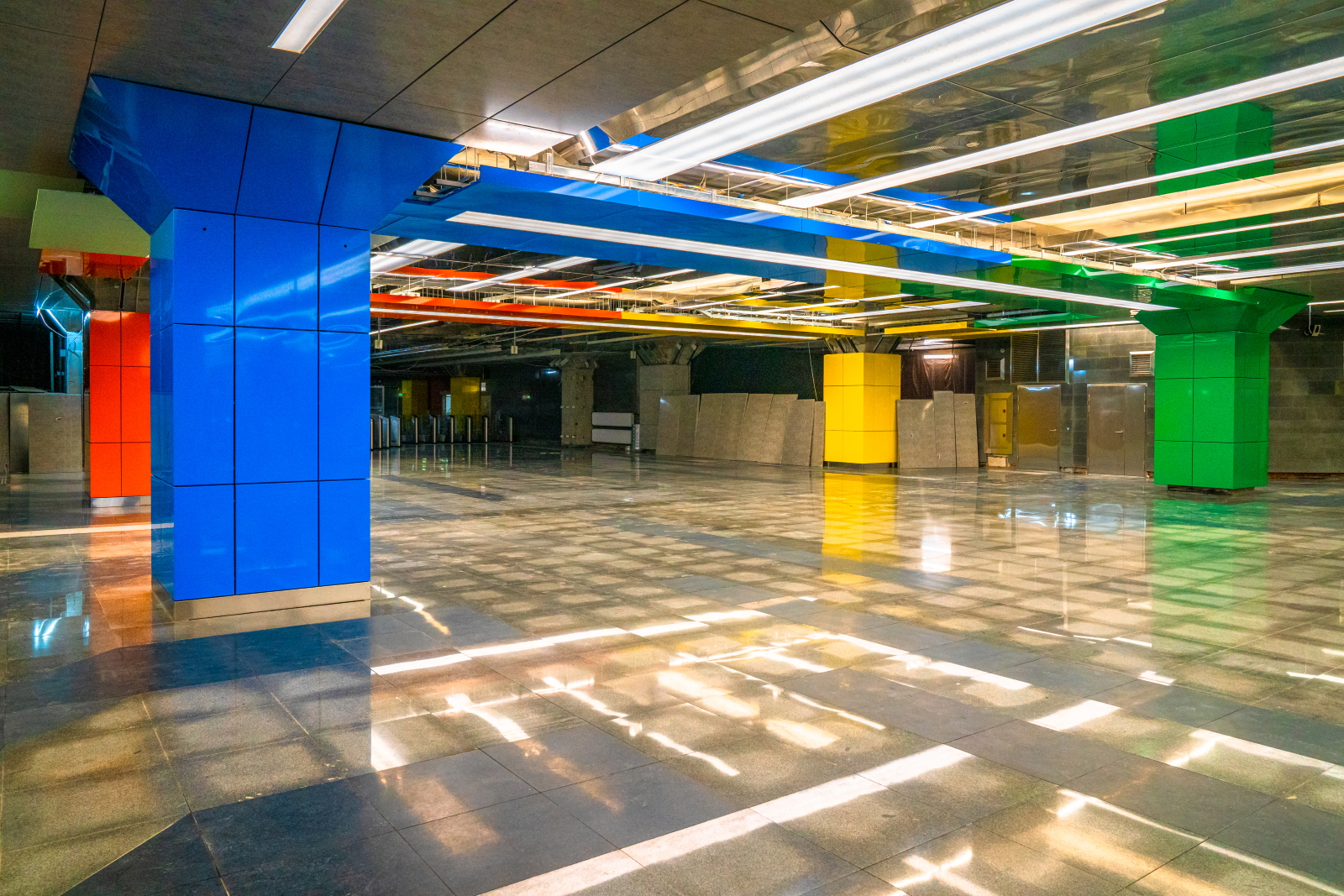
Il mezzanino durante i lavori di rifinitura. Sono visibili le colonne di colori diversi.
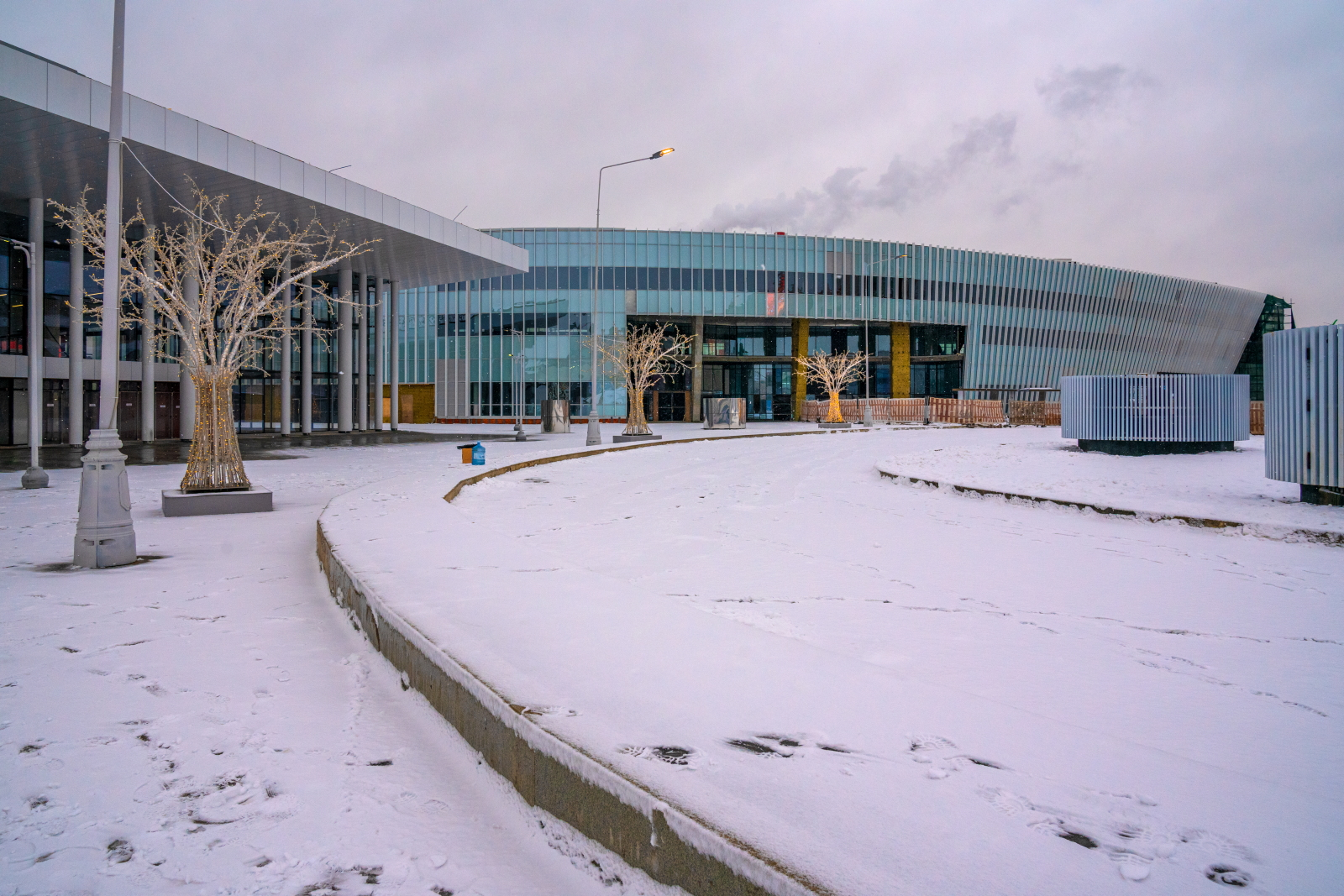
Il piazzale antistante la stazione